# Río Churubusco

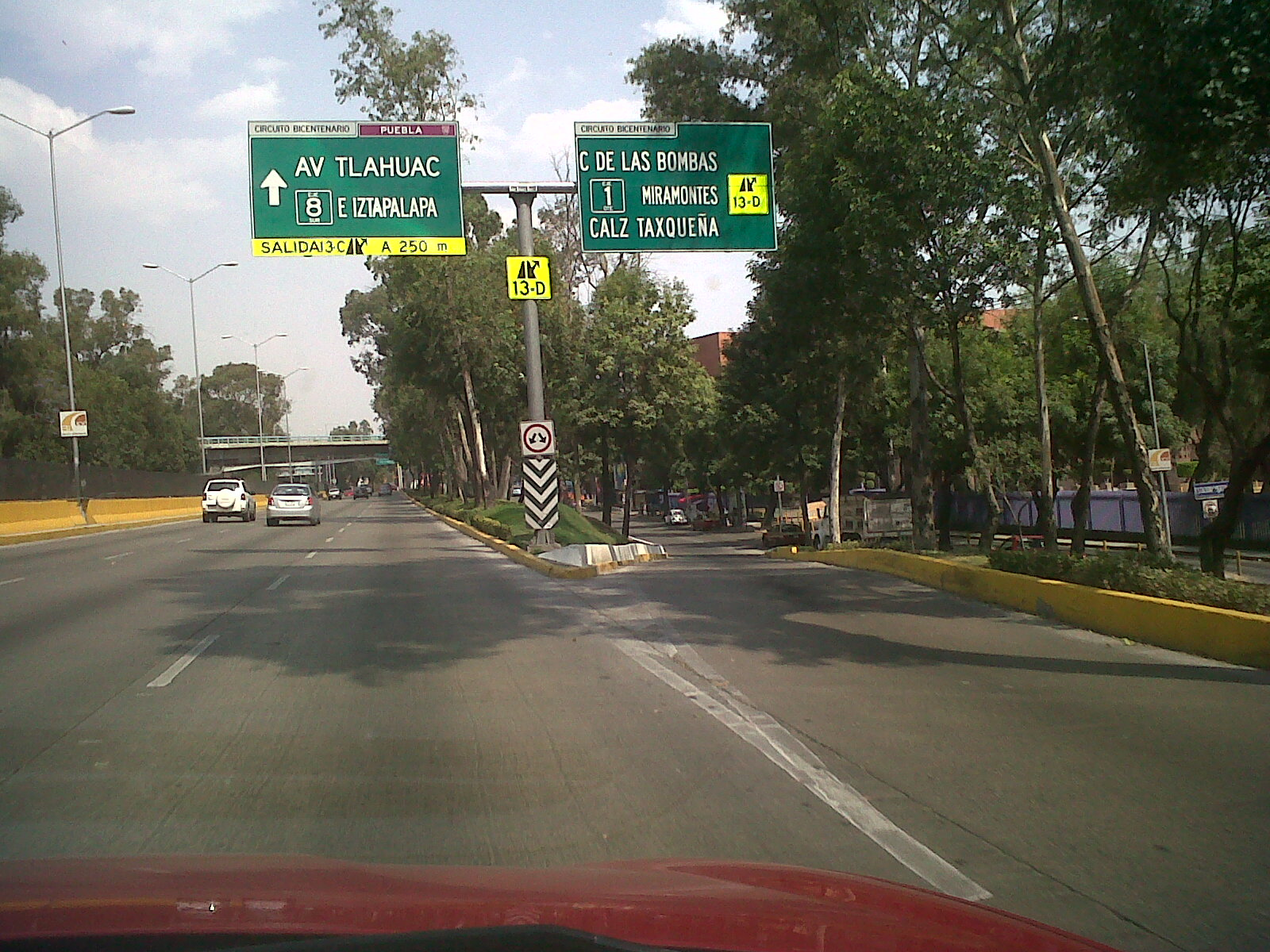

Río Churubusco är idag en trafikled i Mexico City som söderifrån leder fram till stadens internationella flygplats (Benito Juares). Innan de stora kanalarbeten på 1940-talet var det ett vattenflöde mellan stadsdelarna (colonias) Portales och Coyoacán fram till kanalen Tlalpán.